# Armavir (villaggio)
Armavir (in armeno Արմավիր?, fino al 1935 Ghrdghuli o Kurdu-Kuli) è un villaggio dell'Armenia situato poco distante dal confine con la Turchia. 
Da un punto di vista amministrativo fa parte del comune di Metsamor, nella provincia di Armavir.
Fondato nel 1613 circa un km a est del sito archeologico dell'antica città di Armavir che fu capitale dell'Armenia durante la dinastia orontide. 
Dopo l'occupazione ottomana del 1635 il villaggio fu chiamato Ghurdughuli, nel 1935, in epoca sovietica venne riassegnato il nome originario di Armavir.